# Monument aux morts de Casteljaloux

Le monument aux morts est situé place Jean-Jaurès, à Casteljaloux, département de Lot-et-Garonne.

## Historique
Le monument aux morts a été réalisé par le sculpteur Daniel-Joseph Bacqué, originaire de Vianne.
Ce monument aux morts est inscrit au titre des monuments historiques le 21 octobre 2014,.